# Antonín Václav Klee
Antonín Václav Klee (27. květen 1864 Soběslav – 22. května 1912 Sušice) byl český pedagog, hudebník a skladatel duchovních písní.

## Život
Narodil se 27. května 1864 v Soběslavi, kde se vzdělával a vyrůstal. Dlouhodobě spolupracoval s básníkem a spisovatelem Otokarem Březinou. Společně napsali například napsali píseň Poslyšte, bratři, jen.
Mimo hudby se většinu života živil jako kantor. Ke konci života se přestěhoval na Šumavu do města Sušice, kde 22. května 1912 zemřel. Stalo se tak pět dní před jeho 48. narozeninami.

## Diskografie
- Poslyšte, bratři, jen[3]